# EMule
eMule je bestlatna peer-to-peer aplikacija za deljenje datoteka, kreirana za Microsoft Windows. Prvobitno stvoren 2002. godine, eMule je bio inicijalno razvijen kao poboljšanje postojećeg programa pod nazivom eDonkey2000, ali je postao nešto mnogo veće. eMule je od tada postao jedan od najčešće korišćenih P2P programa na svetu, sa ogromnom mrežom korisnika koji dele milijarde gigabajta informacija, bilo da se radi o slikama, video zapisima, dokumentima, softveru, filmovima ili video igrama.
eMule je softver otvorenog koda, što znači da je njegov izvorni kod dostupan svima za gledanje, uređivanje, podešavanje i poboljšanje. To znači da postoji mnogo priključaka dostupnih za eMule, od kojih se većina može besplatno preuzeti na internetu ili putem samog programa eMule.
eMule je napisan u programskom jeziku C++ uz upotrebu Microsoft Foundation Class Library biblioteke.

## Istorija
eMule je 13. maja 2002. godine pokrenuo Hendrik Brajtkrojc, koji je odlučio da razvije softver, budući da nije bio zadovoljan funkcijom programa eDonkey.
Prva verzija v0.02 objavljena je na sajtu SourceForge 6. jula 2002. godine, a kao binarna verzija v0.05a, objavljena je 4. avgusta 2002. godine. Veb stranica eMule počela je sa radom 8. decembra 2002. godine.
Od verzije v0.40 nadalje, eMule je dodao podršku za Kad mrežu koja se ne oslanja na centralne servere, već umesto toga koristi distribuiranu heš tabelu, kao i mogućnost traženja alternativnih izvora datoteka na eDonkey mreži.
U novijim verzijama, eMule dodaje IP adresu na „Listu loših izvora,” ako pruža neuspešnu vezu, i tada se tretira kao da ne postoji do 45 minuta.
Softverski programeri dodali su i inteligentno rukovanje oštećenjima, gde datoteku nije potrebno ponovno u potpunosti preuzeti, ako se utvrdi da je deo datoteke oštećen.
U verziji v0.47b dodato je maskiranje protokola, tako da eMule automatski odabere 2 nasumična broja porta pri pokretanju, kako bi pregovarao oko ograničenja propusnosti za peer-to-peer softver koji su uveli internet provajderi 2007. godine.

## Kratko objašnjenje rada
Kada se datoteka deli putem eMule-a, hešuje se pomoću MD4 algoritma. MD4 heš, veličina datoteke, naziv datoteke, brzina protoka itd. čuvaju se na Kad mreži.
Korisnik eMule-a može da izvrši pretragu naziva datoteke na mreži, i rezultati koji se podudaraju, jedinstveni identifikator, uključujući MD4 heš datoteke, vraćaju se i mogu se odabrati za preuzimanje. Aplikacija eMule zatim šalje ovaj zahtev serverima, na kojima drugi korisnici dele taj heš, i ti serveri vraćaju lokacije tih klijenata. Datoteka se zatim zahteva od klijenata, a eMule aplikacija zatim stoji u redu dok se datoteka ne može preuzeti. Kada korisnik preuzme deo datoteke od 9 KiB, on tada taj deo deli, tako da ga i drugi korisnici mogu preuzeti on njega, a ne samo od drugih prethodno dostupnih izvora.
Napredno inteligentno rukovanje korupcijom razvijeno je u kasnijim verzijama eMule-a, kako bi se održao korak sa BitTorrent-om. SHA-1 heš vrednosti izračunavaju se za svakih 180 KiB podataka.

## Kreditni sistem
eMule omogućava razmenu kredita između klijenata i nagrađuje doprinose korisnika na mreži, poput onih koji se otpremaju drugima, smanjujući korisnikovo vreme čekanja u redu. Krediti se čuvaju u datoteci clients.met, a jedinstveni korisnički heš je obezbeđen za identifikaciju klijenata. Vaše kredite drži klijent koji duguje kredit i vaši krediti se ne mogu prikazati.

## Konfiguracione datoteke
- Clients.met - Čuva sve osvojene kredite.
- Preferences.ini - Sadrži sva podešavanja u okviru menija Opcije, uključujući širinu kolone i izgled aplikacije.
- Cancelled.met - Čuva sve datoteke koje su otkazane, a nisu potpuno preuzete, tako da aplikacija može da ih identifikuje u budućnosti.
- Known.met - Čuva sve deljene, trenutno preuzimane ili prethodno pruzete datoteke, uključujući ime, heš vrednost i veličinu datoteke.
- Known2_64.met - Čuva AICH heš vrednosti svih preuzetih i deljenih datoteka.
- EmFriends.met - Sadrži sve prijatelje dodate na korisnički nalog.
- Server.met - Sadrži sve poznate servere.[2]

## Spoljašnje veze
- Zvanični veb-sajt
- Zvanični forum